# Реакция «бей или беги»

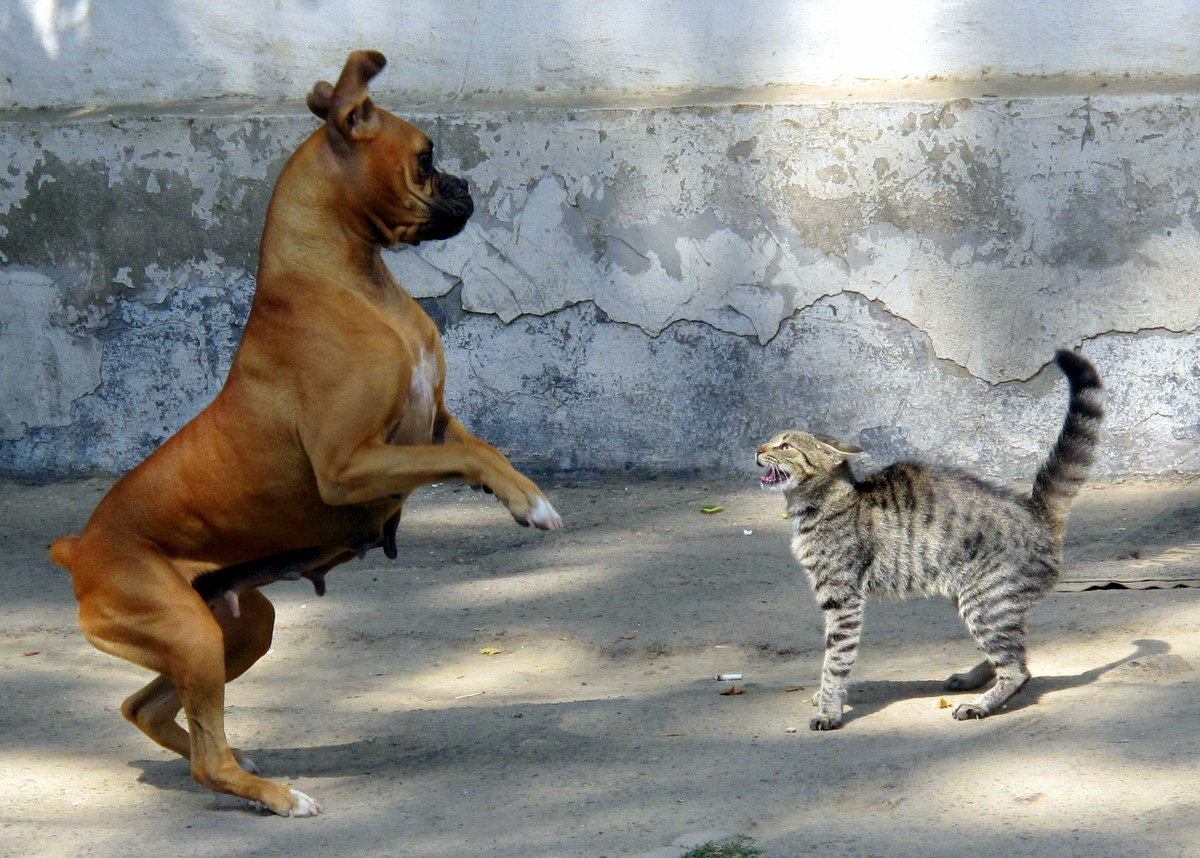
«Драться или бежать?»
Кот мгновенно отреагировал на угрозу атакой и успешно отпугнул собаку лапой, однако автор не успел этого запечатлеть

Реакция «бей или беги» — состояние, при котором организм мобилизуется для устранения угрозы. Впервые описано Уолтером Кенноном.

## Физиология и механизм

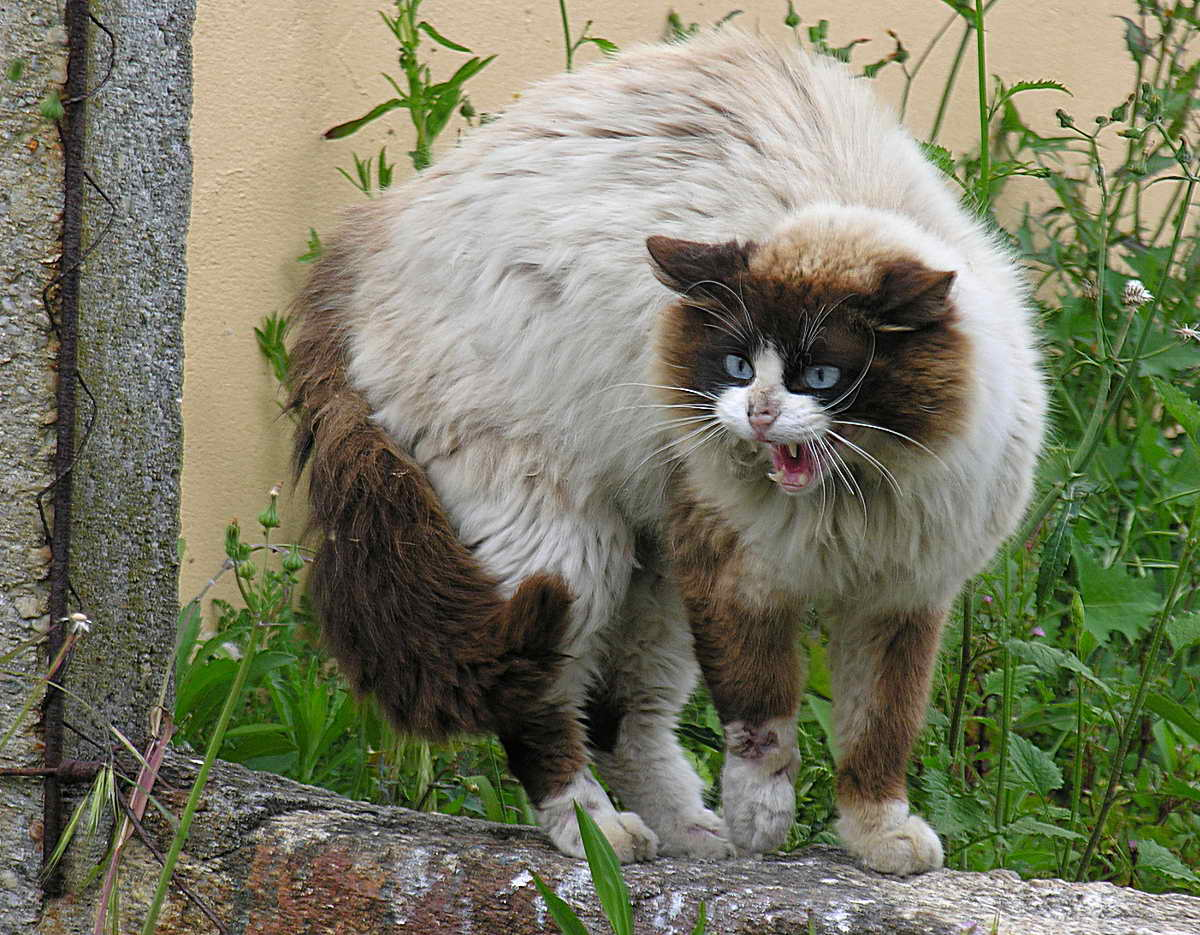
Испуганный кот

В момент опасности гипоталамус передаёт химический сигнал надпочечникам, тем самым активируя симпатическую нервную систему. Надпочечные железы выделяют гормоны катехоламины — адреналин и норадреналин. В то же время остеобласты выделяют остеокальцин, ингибирующий нейроны парасимпатической нервной системы. Они способствуют немедленным физическим реакциям, связанным с подготовкой всех мышц к повышенной активности. Всё вместе это оказывает на организм сильное стимулирующее воздействие, кратковременно увеличивая мышечную силу, скорость реакции, чувствительность рецепторов и выносливость, а также повышая болевой порог. В результате выброса этих гормонов значительно учащается сердцебиение, повышается кровяное давление, учащается дыхание, повышается потоотделение. Сознание сужается, концентрируясь на источнике опасности, что позволяет частично или полностью игнорировать не относящиеся к нему сигналы: посторонние звуки, движения на периферии зрения и тому подобное. Всё это позволяет человеку в среднем эффективнее реагировать на угрозу любым из двух способов: атакуя её источник («бей») или избегая опасной ситуации («беги»).
Реакции:
- Увеличение сердцебиения и частоты дыхания;
- Ослабление поверхностного кровообращения (бледность кожных покровов), предотвращающее потерю крови при возможных повреждениях поверхностных тканей (в коже взрослого человека депонировано около 1 литра крови, сужение сосудов кожи позволяет задействовать этот резерв на случай кровопотери);
- Гипергликемия (повышение уровня сахара), обеспечивающая энергетические ресурсы для предполагаемой усиленной работы мышц;
- Замедление или полная остановка пищеварения;
- Сужение кровеносных сосудов во многих частях тела;
- Расширение кровеносных сосудов в мышцах;
- Остановка слюноотделения и выработки слёз;
- Расширение зрачков;
- Ослабление перистальтики кишечника, предотвращающее перехлёстывание кишечных петель («заворот кишок») при резких движениях;
- Эректильная дисфункция;
- Частичная или полная потеря слуха;
- Ускорение мгновенных рефлексов;
- Тремор;
- Повышенное потоотделение;
- Туннельное зрение.

## Последствия
После устранения или избежания угрозы организм испытывает общее истощение. Тело дрожит, появляется жажда. Длительный стресс может привести к хроническому подавлению иммунной системы и, как следствие, болезням.